# Carlos Cáceres
Carlos Arturo Cáceres Pino (Santiago del Cile, 28 aprile 1977) è un ex calciatore cileno, di ruolo attaccante.